# Бутиково
Бутиково — посёлок в Заокском районе Тульской области России.
В рамках административно-территориального устройства является центром Бутиковского сельского округа Заокского района, в рамках организации местного самоуправления включается в Страховское сельское поселение.

## География
Расположен к югу от райцентра — пгт Заокский.

## Население
| 2002 | 2010  |
| ---- | ----- |
| 1013 | ↗1115 |